# Margarete Bieber
Margarete Bieber (Schönau, Alemania, 31 de julio de 1879-25 de febrero de 1978, New Canaan, Connecticut) fue una historiadora de arte, arqueóloga clásica y profesora judía germano-estadounidense. Se convirtió en la segunda profesora universitaria en Alemania en 1919 cuando tomó un puesto en la Universidad de Giessen .Estudió el teatro de la antigua Grecia y Roma, así como la escultura y la ropa en la antigua Roma y Grecia. 
Bieber salió de Alemania después de que los nazis se hicieron con el poder y se dirigió a los Estados Unidos, donde enseñó en el Colegio Barnard, la Universidad de Columbia y la Universidad de Princeton .Publicó cientos de obras durante su carrera y escribió obras definitivas en cuatro áreas de estudio: el teatro griego y romano, la escultura helenística, la vestimenta antigua y las copias romanas del Arte griego. Ella enfatizó que las reproducciones romanas de originales griegos eran esencialmente obras romanas y llevaban el sello de la civilización romana.  

## Biografía

### Educación y temprana edad
Margarete Bieber nació el 31 de julio de 1879 en Schönau, Landkreis Schwetz (actualmente Przechowo, Polonia ) de padres judíos — Valli Bukofzer y Jacob Heinrich Bieber, propietario de una fábrica. Asistió a una escuela de niñas en Schwetz (actual Świecie) durante seis años antes de ser enviada a una escuela de terminación en Dresde .  
En 1899 fue a Berlín, donde asistió a Gymnasialkurse, una escuela privada fundada por Helene Lange . En 1901 pasó el Maturitätsprüfung en Thorn y se registró en la Universidad de Berlín .Como a las mujeres no se les permitía inscribirse, fue oyente en las clases, asistiendo a conferencias de Hermann Alexander Diels, Reinhard Kekulé von Stradonitz y Ulrich von Wilamowitz-Moellendorff . Se graduó en el semestre de invierno 1901/02 en Berlín. En 1904 se mudó a Bonn, estudiando con Paul Clemen, Georg Loeschcke y Franz Bücheler. Recibió su doctorado de la Universidad de Bonn en 1907, con su disertación sobre representaciones de trajes griegos antiguos en el arte.

### Investigación y profesorado
En los años siguientes, Bieber realizó una extensa investigación en todo el Mediterráneo. Fue la primera mujer en recibir una beca de viaje del Instituto Arqueológico Alemán (DAI) en 1909. Desde entonces hasta 1914, investigó en Atenas y luego en Roma . Se convirtió en miembro de la DAI en 1913. Cuando estalló la Primera Guerra Mundial, Bieber regresó a Alemania y trabajó como trabajador de la Cruz Roja . Desde Pascua de 1915, impartió seminarios y dirigió el Instituto Arqueológico de la Universidad de Berlín para su exinstructor Georg Loeschcke, que estaba enfermo. Después de su muerte en noviembre de 1915, se designó un sucesor y no se le permitió continuar enseñando ya que las mujeres no podían recibir habilitación en ese momento. Bieber continuó impartiendo cursos privados fuera de su casa, contando a Dora y Erwin Panofsky entre sus alumnos.
Después de varios intentos fallidos, su posdoctorado fue finalmente aprobado en 1919 y se convirtió en profesora asociada de Arqueología Clásica en la Universidad de Giessen. Fue la segunda mujer en convertirse en profesora universitaria en Alemania. A partir de 1928, dirigió el Instituto de Arqueología de Giessen y en 1931 se convirtió en profesora titular. Su futuro parecía seguro, adoptó a una niña de seis años llamada Ingeborg en 1932. Después de que los nazis tomaron el poder en Alemania, eliminaron a los judíos de los puestos académicos y Bieber fue removida de su cátedra en julio de 1933. Ella, Ingeborg y su institutriz Katharina Freytag salieron de Alemania hacia Inglaterra, donde Bieber se convirtió en miembro honorario del Somerville College de Oxford.
Bieber se fue a los Estados Unidos en 1934 por invitación de Barnard College, donde era profesora. Fue recomendada a la Universidad de Columbia, donde se convirtió en profesora visitante en el Departamento de Historia del Arte y Arqueología en 1936. Ella solicitó la ciudadanía estadounidense en 1939.
En 1939, publicó La historia del teatro griego y romano. Se convirtió en un texto fundamental para los estudiantes de los antiguos teatros de Grecia y Roma, profundizando en los matices de la producción y los aspectos prácticos de la puesta en escena.
Durante la Segunda Guerra Mundial, Bieber ayudó a los refugiados alemanes. Se retiró de la Universidad de Columbia en 1948, aunque continuó dando conferencias en la Escuela de Estudios Generales de la Universidad de Columbia y en la Universidad de Princeton . La Fundación Bollingen ayudó a financiar La escultura de la era helenística, publicada en 1955. Ella continuó publicando obras, describiendo esculturas en museos estadounidenses y ropa antigua.
Bieber fue elegida miembro de la Academia Estadounidense de Artes y Ciencias en 1971 y en 1974, el Instituto Arqueológico de América le otorgó la Medalla de Oro por Logros Arqueológicos Distinguidos . Permaneció activa en sus últimos años, viviendo con su hija adoptiva, Ingeborg Sachs. Su trabajo final, Ancient Copies, se publicó en 1977 y detallaba la transformación y la reflexión en copias romanas del arte griego. Bieber murió el 25 de febrero de 1978 en New Canaan, Connecticut . Ella tenía 98 años.